# Curtil-sous-Buffières
 Curtil-sous-Buffières  es una población y comuna francesa, en la región de Borgoña, departamento de Saona y Loira, en el distrito de Mâcon y cantón de Cluny.

## Demografía
| 130 | 104 | 100 | 78 | 73 | 79 |
| Para los censos de 1962 a 1999 la población legal corresponde a la población sin duplicidades (Fuente: INSEE [Consultar]) |     |     |    |    |    |